# Tramwaje w Celaya
Tramwaje w Celaya − zlikwidowany system komunikacji tramwajowej w meksykańskim mieście Celaya. 

## Historia
Pierwsze tramwaje w Celaya uruchomiono w latach 80. XIX w. były to tramwaje konne, które kursowały po torach o rozstawie 914 mm. Linia łącząca dwa dworce kolejowe była obsługiwana przez spółkę Ferrocarril Urbano de Celaya. W 1893 nowa spółka Ferrocarril de Celaya a Santa Cruz otworzyła pierwszą swoją trasę tramwaju konnego o rozstawie szyn 600 mm. Linia ta o długości 28 km połączyła Celaya z Santa Cruz. Spółka Ferrocarril Urbano de Celaya w 1925 dysponowała 6 wagonami pasażerskimi i 14 wagonami towarowymi, które kursowały po trasach o długości 5,2 km. W 1926 spółka Ferrocarril de Celaya a Santa Cruz dysponowała 13 wagonami doczepnymi, 8 wagonami spalinowymi, 3 wagonami pasażerskimi doczepnymi i 4 wagonami towarowymi, które kursowały po trasach o długości 30 km. W 1940 zlikwidowano sieć tramwajową należącą do spółki Ferrocarril de Celaya a Santa Cruz. W latach 40. XX w. zlikwidowano linie tramwajowe do starego dworca centralnego położonego w zachodniej części miasta  oraz do dworca kolejowego położonego na wschodzie miasta. Od tego czasu w mieście była tylko jedna linia tramwaju konnego, która łączyła przystanek Plaza z dworcem kolejowym położonym w północnej części miasta. Ostatnią linię tramwajową zlikwidowano w maju 1954.